# Ахмет Јилмаз Чалик
Ахмет Јилмаз Чалик (тур. Ahmet Yılmaz Çalık; Анкара, 26. фебруар 1994 — Анкара, 11. јануар 2022) био је турски фудбалер. Играо је на позицији центархалфа. Био је у саставу Турске на ЕП 2016. Погинуо је у саобраћајној несрећи 11. јануара 2022. године.

## Трофеји
Галатасарај
- Суперлига Турске: 2017/18, 2018/19.
- Куп Турске: 2018/19.
- Суперкуп Турске: 2019.